# 新潟県立歴史博物館
新潟県立歴史博物館（にいがたけんりつれきしはくぶつかん）は、新潟県長岡市関原町一丁目にある歴史博物館。

## 概要

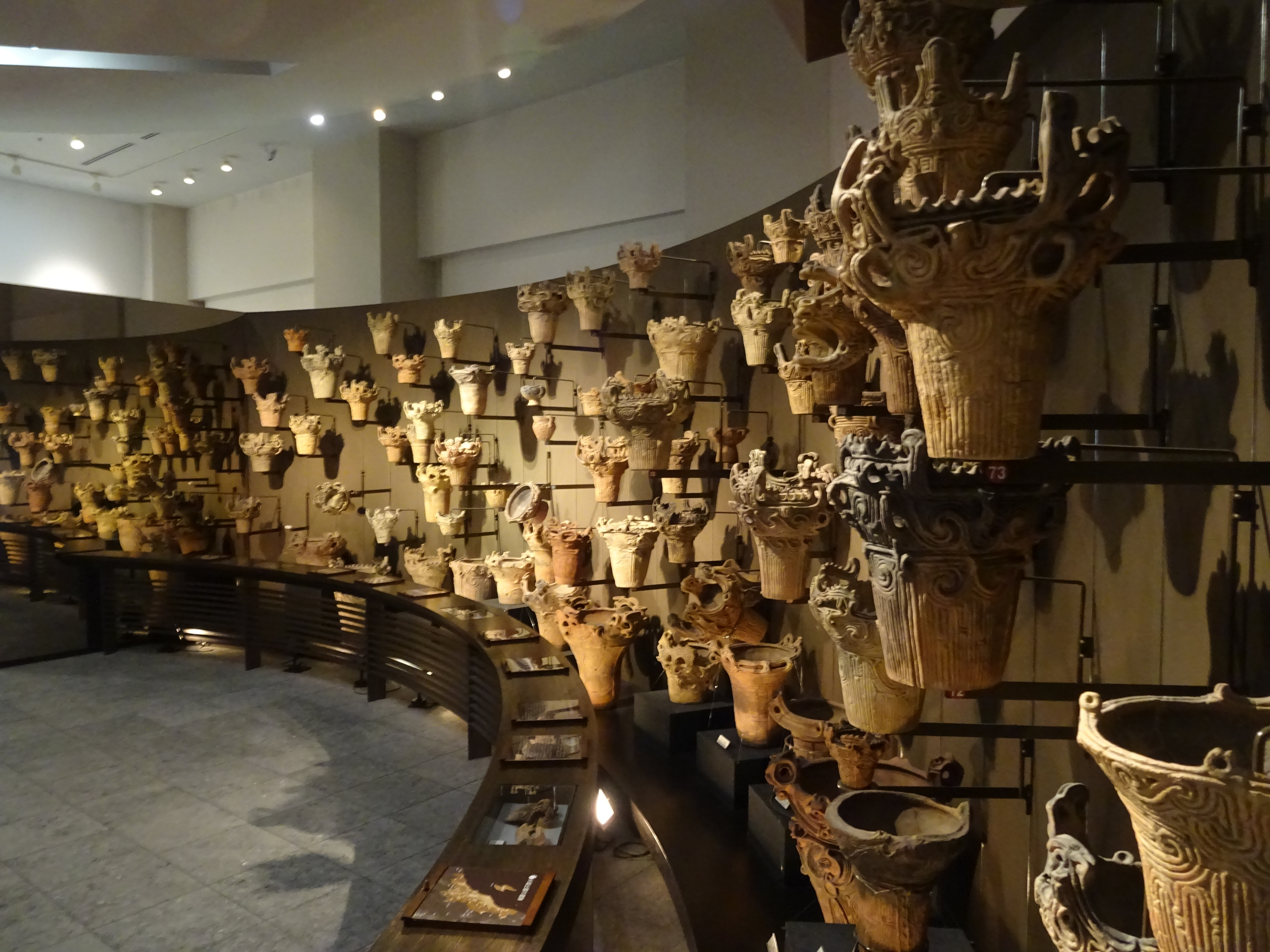
「縄文文化を探る」数々の火焔型土器。

2000年8月1日開館。新潟県の歴史展示を中心に縄文時代の文化や新潟県の歴史・民衆生活に関する資料などを展示している。
博物館HPの「Pre-open Version」にある「博物館日誌」によると、1991年の基本構想策定、1992年の基本構想公表を経て1994年に基本計画策定、そして建設地が長岡市関原地区（当時計画進行中だったテーマパーク「スペースネオトピア」の隣接地）に決定した。

## 常設展示施設

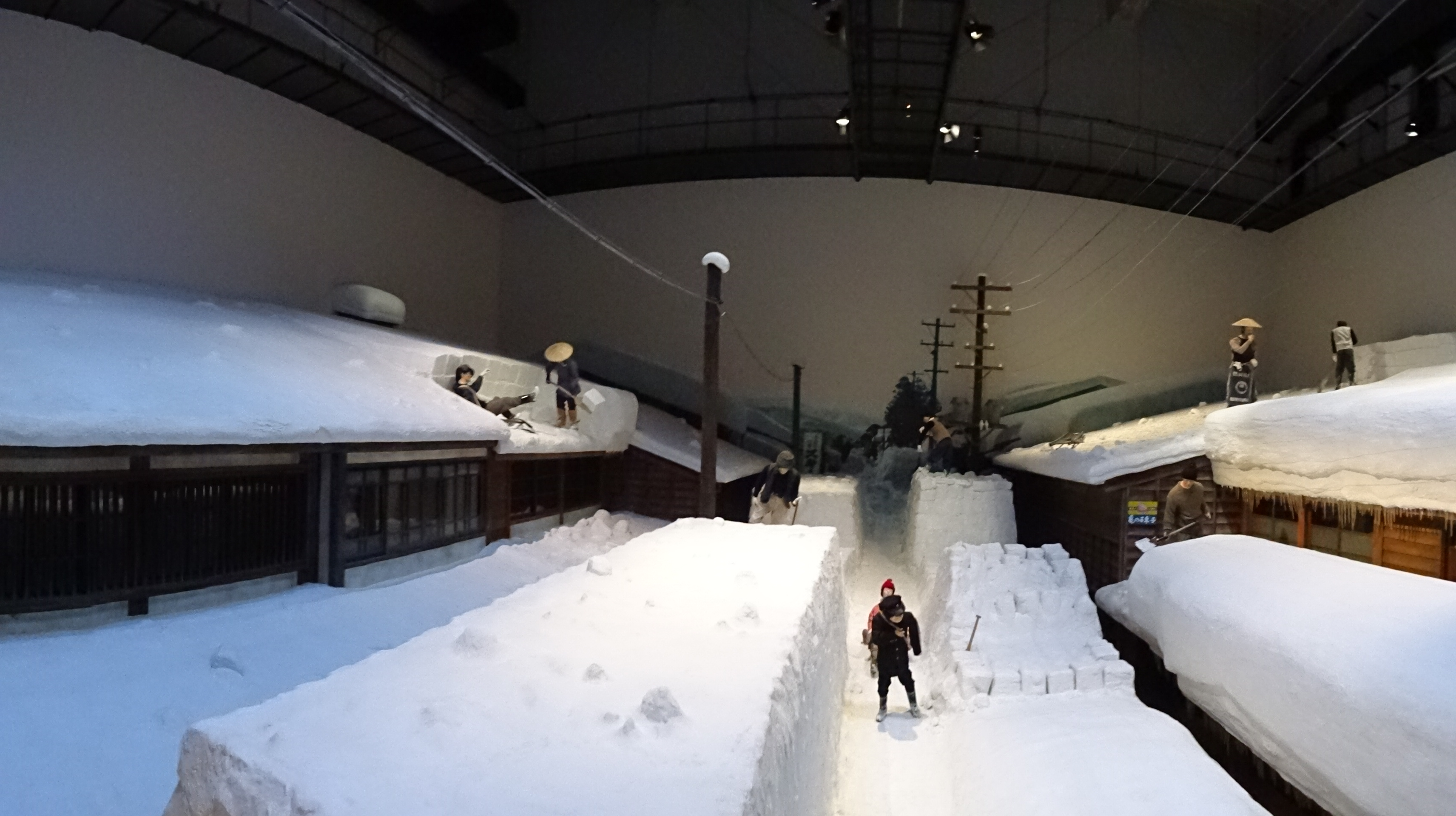
「雪とくらし」昭和30年代初めの上越市高田の雁木通りを再現。

- 常設展示「新潟県のあゆみ」
- 常設展示「米づくり」
- 常設展示「雪とくらし」
- 常設展示「縄文人の世界」
- 常設展示「縄文文化を探る」
- 企画展示　年間４回開催

## 専門スタッフ
- 西田泰民（考古学、シニアリサーチャー）
- 浅井勝利（古代史、学芸課長）
- 山本哲也（博物館学）
- 宮尾亨（考古学）
- 渡辺浩二（近世史）
- 前嶋敏（中世史）
- 陳玲（民俗学）
- 田辺幹（近代史）
- 三国信一（民俗学）
- 橋詰潤（考古学）
- 永瀬史人（考古学）
- 岩瀬春奈（民俗学）

## 利用情報
- 開館時間 - 9:30～17:00（入館は16:30まで）[2]
- 休館日 - 月曜日（但し祝日の場合は翌日）、12月28日～1月3日[2]
- 観覧料 - 一般:520円、大学生・高校生:200円、中学生以下無料[2]

（20名以上の団体料金　一般:410円、大学生・高校生:160円）
企画展観覧料は別途設定
- 駐車場 - 一般用 184台・大型バス 5台・身障者用 4台[2]
- 所在地 - 〒940-2035 新潟県長岡市関原町1丁目字権現堂2247-2[2]

## 交通アクセス
- JR長岡駅大手口7番線から越後交通路線バスで約40分、「博物館前」下車[2]。
- 関越自動車道・長岡ICから車で約5分

## 周辺情報
- 長岡ニュータウン
  - 国営越後丘陵公園
- 長岡技術科学大学
- 藤橋歴史の広場
- 馬高遺跡（馬高縄文館）
- 千秋が原地区
  - 新潟県立近代美術館
  - 長岡造形大学